# Alain Ier de Vannes
Pour les articles homonymes, voir Alain.
Alain Ier de Vannes  (mort le 18 février 1262) est un évêque de Vannes de 1255 à 1262.

## Biographie
Alain est consacré en 1255 par l'archevêque de Tours et l'évêque de Saint-Brieuc. En 1256, le duc Jean Ier se rend à Rome, pour mettre fin au conflit de la régale nantaise et à la question du tierçage ainsi qu'aux conflits divers qui l'opposaient aux évêques de son duché et obtenir l'absolution des diverses censures qu'il avait encourues depuis 32 années. Les cardinaux lui accordent l'absolution le 7 avril et le pape Alexandre IV mande à l'archevêque de Tours de la publier dans sa province et dans tous lieux où le duc le jugerait utile (26 avril 1256).
Alain approuve en 1260 le projet de fondation de l'abbaye de la Joie à Hennebont, faite pour des religieuses par la duchesse Blanche de Navarre et agrée la même année l'établissement des Frères mineurs à Vannes. Il meurt à Viterbe le 18 février 1262.